# Абуов, Турсын
Турсын Абуов (каз. Тұрсын Әбуов; род. 6 июня 1936) — советский и казахстанский художник. Заслуженный деятель искусства Казахстана (1998).

## Биография
Родился в ауле Талдыбулак Илийского района Алматинской области.
Окончил Алматинское художественное училище имени Н. В. Гоголя, в 1976 году — Казахский педагогический институт имени Абая.
Жена — Гульнара Сатыбаева, занимается домашним хозяйством. Есть две дочери — Сауле (1962), Айжан (1971), и два сына Бахытжан (1963), Серик (1968).

## Искусство
Его картинам присущи сложность композиций, сочность красок, национальный колорит. Триптихи «О целине», «К 70-летию Казахстана», портреты Т. Бигельдинова, Ш. Кудайберды, К. Азербаева и других. Художественные произведения Абуова находятся в Государственном музее Казахстана, резиденции Президента Казахстана, а также в России, США, Германии и других странах.